# بوی خاک
بوی خاک یک مجموعه تلویزیونی محصول سال ۱۳۷۸ به کارگردانی علی بیابانی،  می‌باشد که از شبکه یک پخش شد.

## بازیگران
- عباس صانعی
- مصطفی عبداللهی
- زهره حمیدی
- سیدجواد هاشمی
- الیزا جوهری
- حسین چنگی
- حمیده خیرآبادی
- رحمان باقریان
- سیما گرجی
- علی برجسته
- علی طالب‌لو
- کاظم افرندنیا
- محمود مقامی
- ملکه رنجبر
- مهدی اقبالی
- مهدی قلی‌پور
- مهری ودادیان
- هما خاکپاش